# Alex Groza
 (mars 2019).
Si vous disposez d'ouvrages ou d'articles de référence ou si vous connaissez des sites web de qualité traitant du thème abordé ici, merci de compléter l'article en donnant les références utiles à sa vérifiabilité et en les liant à la section « Notes et références ».
Pour les articles homonymes, voir Groza.
Alexander John Groza (né le 7 octobre 1926 et mort le 21 janvier 1995) est un joueur américain de basket-ball qui fut banni de la NBA à vie en 1951 à cause de paris truqués.
Alex Groza est originaire de Martins Ferry, Ohio. Il eut une excellente carrière universitaire à l'université du Kentucky et fut à deux reprises All-star sous les couleurs des Indianapolis Olympians avant que sa carrière ne prenne brutalement fin.

## Carrière universitaire
Groza était le capitaine et le pivot du "Fabulous Five" qui remporta le titre de champion NCAA en 1948 et 1949, devenant également le meilleur marqueur de l'équipe américaine médaillée d'or aux Jeux olympiques de 1948. Groza fut à trois reprises All-American et All-Southeastern Conference et à deux reprises Most Outstanding Player.

## Carrière professionnelle
Groza fut sélectionné au 1er tour de la draft 1949 par les Indianapolis Olympians. Groza réalisa une moyenne de 22.5 points par match en deux saisons avant d'être impliqué avec ses coéquipiers de l'université Ralph Beard et Dale Barnstable lors d'un scandale sur des paris illégaux lors de la saison 1948-1949 à Kentucky. Le président de la NBA Maurice Podoloff bannit à vie tous les joueurs impliqués dans cette affaire.
À cause de ce bannissement, Groza devint le premier joueur de l'histoire de la NBA à terminer sa carrière avec une moyenne supérieur à 20 points par match (Groza compila 21.7 points par match saison 1950-1951). Dans l'histoire de la NBA, seuls trois joueurs ont réalisé une moyenne de points supérieure pour leur dernière saison : Bob Pettit (22.5 points par match lors de la saison 1964-1965), Paul Arizin (21.9 points lors de la saison 1961-1962) et Dražen Petrović (22.3 points lors de la saison 1992-1993).

## Carrière d'entraîneur
À l'issue de sa carrière de joueur, Groza devint l'entraîneur de Bellarmine University à Louisville, Kentucky. En 1963, Groza mena les Knights au titre de la "Kentucky Intercolliegiate Athletic Conference" et fut nommé KIAC coach of the year. Groza quitta Bellarmine en 1966 pour une brève carrière d'entraîneur et de dirigeant en ABA. Entre 1971 et 1975, Groza dirigea 40 matchs avec les Kentucky Colonels et les San Diego Conquistadors. Groza réalisa un bilan de 2 victoires - 0 défaite en tant qu'entraîneur des Colonels et 15 victoires - 23 défaites en tant qu'entraîneur des Conquistadors, compilant un bilan de 17 victoires - 23 défaites en tant qu'entraîneur basketball-reference.com.
Groza était le frère du joueur de football américain Hall of Famer Lou Groza.